# Manga Time Kirara Carat
Manga Time Kirara Carat (яп. まんがタイムきららキャラット Манга Тайму Кирара Кяратто) — японский журнал сэйнэн-манги, издаваемый компанией Houbunsha, в котором в основном публикуются ёнкома-сериалы. Carat — 2–й журнал из линейки Manga Time Kirara, впервые выпущенный 18 января 2003 года через год после запуска первого журнала. После выхода Carat были запущены ещё 2 журнала из этой линейки: Manga Time Kirara Max и Manga Time Kirara Forward.

## Манги, выходившие/выходящие в Manga Time Kirara Carat
- A Channal (автор bb Kuroda) (онгоинг с 2008 года) [3]
- Anima Yell![англ.] (автор Цукаса Унохана) (онгоинг с 2016 года)[3]
- Appare Amamoyou[3]
- Blend S (автор Миюки Накаяма) (онгоинг с 2013 года)[3]
- Doujin Work (автор Hiroyuki) (2004–2007 годы, выпуск в Manga Time Kirara Forward, 2006 год, продолжена в Manga Time Kirara, 2007–2008 годы)
- Exorcist to Kubiwa no Akuma (автор Танума Икеути) (2017–2019 годы)[3]
- Fujoko to Yuriko (автор Moru) (онгоинг с 2017 года)[3]
- Fushigi☆Seitokai[3]
- GA Geijutsuka Art Design Class[англ.] (автор Сатоко Киюдзуки[англ.]) (переход из Heiwa Shuppan, 2005–2015 годы)
- Gakkou ni wa Bentou Tabe ni Kitemasu no[3]
- HR (автор Мисока Нагацуки) (2005–2008 годы)
- Hanafuri Yado no Yadokari Otome (автор Ютака Охори) (онгоинг с  2016 года)[3]
- Harumaki!
- Harumination (автор Daioki) (2007–2019 годы)
- Hidamari Sketch (автор Умэ Аоки) (онгоинг с 2004 года)[3]
- Himekurasu
- Ichiroo!
- K-On! (автор Kakifly) (переход из Manga Time Kirara, 2008–2012 годы)
- K-On! Highschool[англ.] (автор Kakifly) (2011–2012 годы)
- Kagura Mai Mai![3]
- Kill Me Baby (автор Kazuho) (онгоинг с 2008 года)[3]
- Koisuru Asteroid (автор Quro) (онгоинг с 2017 года)[3]
- Kotonaru Jigen no Kanrinin-san (автор Sakaki) (онгоинг с 2014 года)[3]
- Kuu Kuu Boku
- Mayuka no Darling!
- Nekojima Nyandafull (автор Кину Окита) (онгоинг с 2017 года)[3]
- New Game! (автор Сётаро Токуно) (онгоинг с 2013 года)[3]
- Niko ga Santa
- Ochikobore Fruit Tart (автор Со Хамаюмиба) (онгоинг с 2014 года)[3]
- OK Fantasista! (автор Guri–Gura Kuchihacchou) (2006 год)
- Okonomide!
- Puella Magi Kazumi Magica: The Innocent Malice[англ.] (автор Magica Quartet, Масаки Хирамацу и Такаси Тэнсуги) (2011–2012 годы)
- Pura Misurando
- RPG Fudousan[3]
- Seigi no Hanamichi (автор Uro) (онгоинг с 2017 года)
- Seigi no Kadou[3]
- Seirei-sama no Nangi na Nichijou[3]
- Senpai ga Oyobi desu! (автор Musshu) (онгоинг с 2017 года)[3]
- S.S. Astro[англ.] (автор Negi Banno) (онгоинг с 2005 года)
- Swap⇔Swap (автор Tomekichi) (2014–2019 годы)[3]
- The Airs
- The Demon Girl Next Door[англ.] (автор Идзумо Ито) (онгоинг с 2014 года)[3]
- Tamago Nama

## Аниме адаптации
- Hidamari Sketch — зима 2007 года
- Doujin Work — лето 2007 года
- Hidamari Sketch × 365 — лето 2008 года
- K-On! — весна 2009 года
- GA Geijutsuka Art Design Class[англ.] — лето 2009 года
- Hidamari Sketch × Hoshimittsu — зима 2010 года
- K-On!! — весна 2010 года
- K-ON! The Movie — зима 2010 года
- A Channel — весна 2011 года
- Kill Me Baby — зима 2012 года
- Hidamari Sketch × Honeycomb — осень 2012 года
- Hidamari Sketch: Sae & Hiro's Graduation Arc — осень 2013 года
- New Game! — лето 2016 года
- New Game!! — лето 2017 года
- Blend S – осень 2017 года
- Anima Yell![англ.] — осень 2018 года
- The Demon Girl Next Door[англ.] — лето 2019 года
- Koisuru Asteroid — зима 2020 года
- Ochikobore Fruit Tart — TBA